# Kovanice
Kovanice – miejscowość i gmina (obec) w Czechach, w kraju środkowoczeskim, w powiecie Nymburk. W 2022 roku liczyła 895 mieszkańców.